# 宿根羽扇豆
宿根羽扇豆（学名：Lupinus perennis），魯冰花、多葉羽扇豆，为豆科羽扇豆属下的一个植物种。台灣於1950年代北美西部引進，作為固氮綠肥植物，1950~1960 年代曾流行一時，因土地利用效益考量，1970年代被化學肥料所替代，作為母本常與黃羽扇豆等品種雜交。